# Bogdan Jaxa-Ronikier
Bogdan Marian Wincenty Jaxa-Ronikier herbu Gryf, ps. Gryfita (ur. 28 sierpnia 1873 w Korytnicy, zm. 4 stycznia 1956 w Zamościu) – polski pisarz, dramaturg, publicysta.

## Życiorys
Pochodził z zamożnej rodziny ziemiańskiej, o tytule hrabiowskim potwierdzonym w Rosji 8 marca 1850.
Jego ojciec, właściciel folwarku Rozbrat w Warszawie hrabia Adam Aleksander Atanazy Jaxa-Ronikier (1812–1873), był znanym okultystą. W drugiej połowie lat 30. XIX wieku nabył (zawierającą liczne „białe kruki”) bibliotekę Załuskich z Trzeszczan (w Hrubieszowskiem). Został przyjęty w 1839 w Rogalinie przez Rogera Raczyńskiego do zakonu różokrzyżowców. W latach 1841–1845 przebywał we Włoszech; po powrocie stamtąd urządził laboratorium alchemiczne. 
Bogdan Jaxa-Ronikier po zdaniu matury wyjechał do Drezna, Berlina i Lipska, by zakończyć edukację na wydziale matematyczno-filozoficznym Uniwersytetu Ludwika i Maksymiliana w Monachium.
Po powrocie do kraju redagował tygodnik „Kurier Świąteczny”, ale głównie zajmował się twórczością literacką (był popularnym dramaturgiem).

## Proces o zabójstwo
W 1910 został oskarżony o zabójstwo swego szwagra Stanisława Chrzanowskiego (motywy były niejasne – chodzić mogło o sprawy majątkowe), którego miał zamordować w hoteliku „Pokoje meblowane Zawadzkiego” przy ulicy Marszałkowskiej 112 w Warszawie. Z ramienia policji sprawę prowadził referent Urzędu Śledczego Ludwik Kurnatowski. Ustalono, że Ronikier wynajął dwa pokoje przez podstawioną kobietę na nazwisko ofiary. Po długim i głośnym procesie poszlakowym w 1914 został skazany na 11 lat ciężkich robót, pozbawienie praw stanu (tytułu szlacheckiego) i dożywotnie zesłanie na Syberię. Nie wiadomo do końca, czy pisarz nie stał się ofiarą zbrodniczego spisku. 
W czasie I wojny światowej udało mu się uniknąć wywózki w głąb Rosji, a gdy Warszawę zajęli Niemcy, został zwolniony za kaucją w złocie. W 1919 zbiegł do Austrii, gdzie spokojnie mieszkał z rodziną w Salzburgu. Po wojnie, w 1923, na żądanie Ministerstwa Sprawiedliwości Rzeczypospolitej nastąpiła ekstradycja Bogdana Jaxa-Ronikiera do Polski. Ponownie osadzony w więzieniu mokotowskim, został ułaskawiony przez prezydenta Ignacego Mościckiego i wyszedł na wolność w 1927. W tym samym roku władze skonfiskowały nakład opatrzonej jego przedmową publikacji autorstwa Stanisława Antoniego Wotowskiego Mury więzienne. Wspomnienia B. hr. Ronikiera.

## Po uwolnieniu
W 1933 wydał swą najgłośniejszą (tłumaczoną na język angielski) książkę-fantazję o Feliksie Dzierżyńskim, według Marka Sołtysika „utwór klasy B”, Dzierżyński, czerwony kat. Wystąpił także z ostrą krytyką stanu polskiej kinematografii.
Pod koniec lat 30. XX wieku stracił wzrok. Zmarł w Zamościu w całkowitym osamotnieniu. Rękopis jego pamiętnika, dyktowany w latach II wojny światowej, zaginął. Pochowany na cmentarzu parafialnym w Zamościu.  

## Wybrane dzieła

### Dramaty
- Zgaszeni
- Kariera

### Powieści
- Promienna toń. Powieść obyczajowo-współczesna, Biblioteka Dzieł Wyborowych, Warszawa 1903
- Sześć kobiet. Cienie, wyd. J. Fiszer, Warszawa 1903
- Hrabia na Rostocku, błędny rycerz Słowiańszczyzny, wyd. Alfred Zoner, Warszawa 1911
- Dzierżyński, czerwony kat, Towarzystwo Wydawnicze „Polska Zjednoczona”, Warszawa 1933
  - przekład angielski: The red executioner Dzierjinski (the good heart), tłum. Helen Heney(inne języki), wyd. Denis Archer, London 1935
- Powieść z roku 1400
- Bezrobotni, Drukarnia Artystyczna, Warszawa 1936
- Miasto zadżumionych, Warszawa 1936
- Człowiek z głową. Philaleta, Księgarnia Popularna, Warszawa 1937 (przedruk: Efekt, Warszawa 1992)